# Tutù

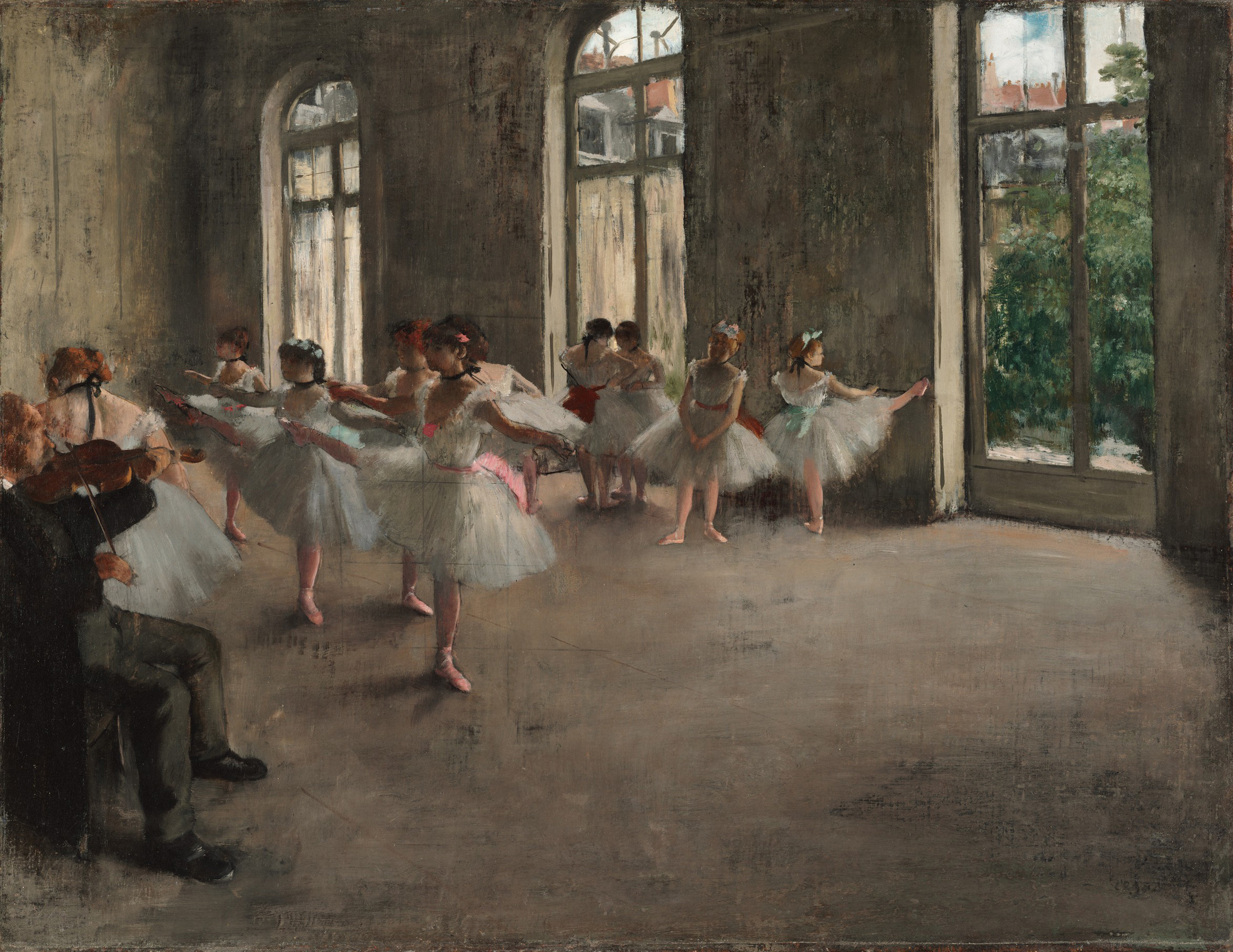
Edgar Degas, La prova (1873)

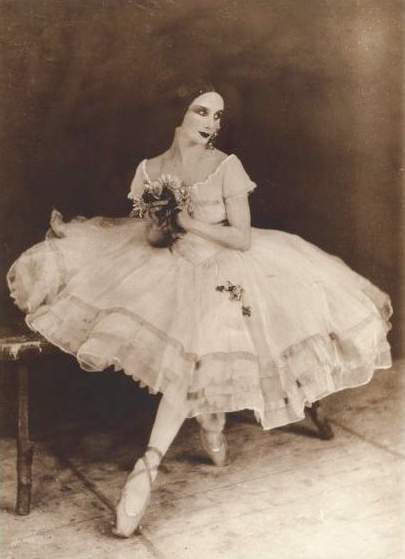
Anna Pavlova in Giselle

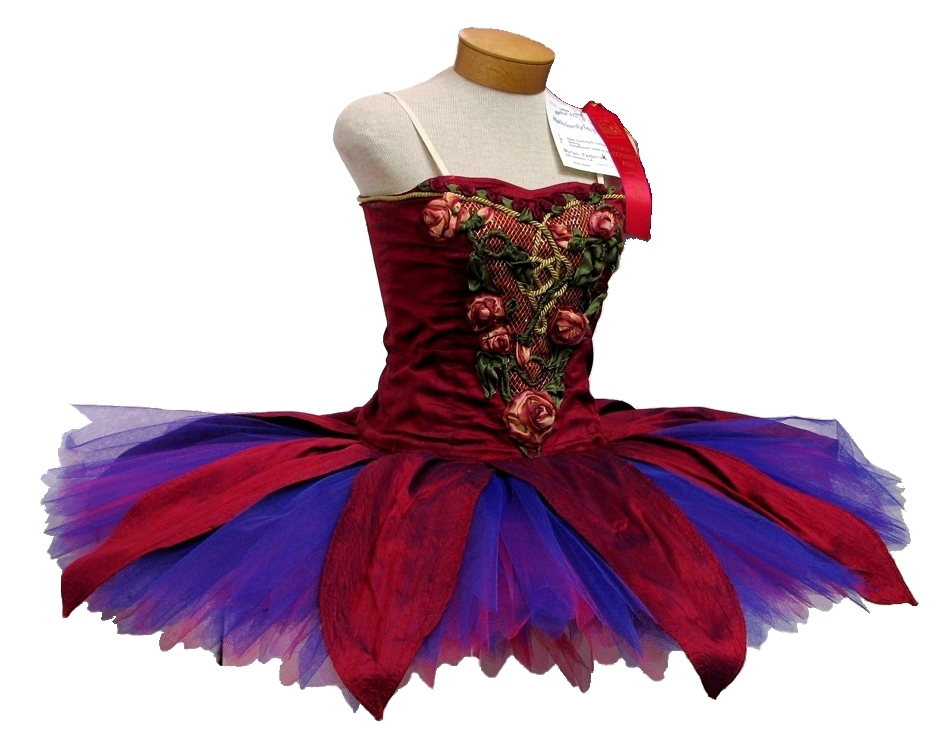
Tutù in tinte brillanti

Tutù è un termine di origine francese (tutu /ty.'ty/), che indica il costume indossato dalle ballerine nei balletti classici. La foggia varia considerevolmente al variare della scenografia, ma si caratterizza come una mise di corpetto e gonna più o meno vaporosa, generalmente in tulle.

## Storia
La forma di danza che diede origine a ciò che oggi chiamiamo balletto è nata nel corso del Rinascimento, ma in forma professionale si è affermata nella seconda metà del Seicento con l'istituzione a Parigi dell'Académie Royale de Danse. Il professionismo femminile teatrale è iniziato quando le prime donne si sono esibite in un balletto nel palcoscenico del Théâtre Royal (Le Triomphe de l'amour, 1681) e si è evoluto notevolmente durante il 1700. A quel tempo i ballerini, uomini o donne che fossero, indossavano maschere, parrucche, scarpe col tacco e vesti poco pratiche e del tutto inadatte alla libertà di movimento. Le donne in particolare erano vincolate da bustini con stecche, corpetti, gonne lunghe e sopragonne sorrette da pesanti panier (impalcatura fatta di rigide stecche). Gli uomini erano appena poco più liberi, inguainati in redingote dalla vita stretta, appesantite di passamanerie e ricami, con falde ai fianchi irrobustite da stecche di balena e a volte con una sorta di gonnellino rigonfio chiamato tonnelet.
Le due migliori ballerine francesi dell'epoca, Marie Camargo e Marie Sallé, rivali, cominciarono a semplificare il vestiario. La prima scelse scarpe senza tacco e accorciò le gonne, la seconda abbandonò l'ingombrante panier per indossare una semplice tunica di mussolina "alla greca".
Nell'Ottocento il balletto si è ulteriormente evoluto e si è iniziato a creare costumi di scena senza più legami con gli abiti cittadini. Il costume che ha dato le basi per la definizione di quello che poi sarebbe divenuto il tutù è stato quello creato dal pittore Eugène Lami per Maria Taglioni nel balletto La Sylphide di suo padre Filippo (1832). Questo costume era formato da un corpetto aderente con vita alla linea naturale o con vita a "V", ampio scollo con spalle scoperte, seno in evidenza, ampia gonna a campana, vaporosa e a più strati, che arriva alla caviglia o poco sopra, estremamente romantica. Questa foggia è rimasta, pur semplificata dato il passare degli anni e il cambiamento di gusti e abitudini, nel tutù romantico.
Tra la fine del Settecento e i primi decenni dell'Ottocento si erano fatti i primi tentativi di danzare sulle punte, ma sarà solo nel 1832 che Maria Taglioni ballerà tutta La Sylphide sulle punte delle sue scarpette. Queste si modificano e non sono più rinforzate da pezzi di cartone o da ricami, ma da un impasto di canapa arrotolata e trattata con speciali colle che permette alla ballerina di interpretare al meglio le molte creature eteree, crepuscolari e infelici care all'animo romantico. È chiaro che il cambiamento comporta un ruolo di massima importanza per il movimento delle gambe: il tutù continua a semplificarsi e quello bianco e vaporoso - disegnato da Lamy per la Taglioni - fa scuola e si ritrova nella Giselle danzata da Carlotta Grisi nel 1841.
A tutt'oggi il tutù romantico è quasi d'obbligo per quel balletto e viene spesso identificato con i balletti La Sylphide e Giselle. Da quell'originario costume bianco ed etereo nascerà il termine di ballet blanc (balletto bianco), che indica tipicamente il balletto romantico ottocentesco.
Il tutù esiste in tre versioni principali, su cui si possono innestare variazioni determinate dai gusti dei ballerini e dalle esigenze degli scenografi: la foggia generale del corpetto non cambia, cambia invece considerevolmente la gonna.

### Tutù romantico

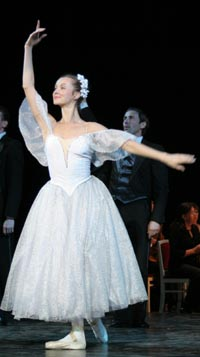
Tutù romantico

Ha una gonna la cui lunghezza va dal ginocchio alla caviglia, solitamente vaporosa e più morbida del gonnellino del tutù classico. Può essere nel classico bianco o colorato, ma solitamente è in tinte molto tenui, adatte a opere romantiche e sognanti.

### Tutù classico
Ha una gonna la cui lunghezza non supera quella del ginocchio, ma può anche avere un gonnellino corto, rigido e che forma come un disco vaporoso sopra le anche della ballerina. Resta piatto, rigido a giro vita, quasi parallelo alla linea del pavimento e lascia le gambe del tutto scoperte. Quest'ultimo è detto anche tutù classico. Può presentarsi bianco o colorato, anche in tinte brillanti.